# Polen runt 2023
Polen runt 2023 var den 80:e upplagan av det polska etapploppet Polen runt. Cykelloppets sju etapper kördes mellan den 29 juli och 4 augusti 2023 med start i Poznań och målgång i Kraków. Loppet var en del av UCI World Tour 2023 och vanns av slovenske Matej Mohorič från cykelstallet Team Bahrain Victorious.

## Deltagande lag
| WorldTeams (18)- AG2R Citroën Team - Alpecin-Deceuninck - Astana Qazaqstan Team - Bahrain Victorious - Bora-Hansgrohe - Cofidis - EF Education-EasyPost - Groupama-FDJ - Ineos Grenadiers - Intermarché-Circus-Wanty - Jumbo-Visma - Movistar Team - Soudal Quick-Step - Arkéa-Samsic - Team DSM-Firmenich - Team Jayco AlUla - Lidl-Trek - UAE Team Emirates ProTeams (5)- Human Powered Health - Lotto Dstny - Q36.5 Pro Cycling Team - Team Novo Nordisk - Tudor Pro Cycling Team Landslag- Polen |
| |

## Etapper
| Etapp | Datum  | Start – mål                | type        | Distans (km) | Etappvinnare        | Totalledare   |
| ----- | ------ | -------------------------- | ----------- | ------------ | ------------------- | ------------- |
| 1     | 29 jul | Poznań – Poznań            | Flack etapp | 183,7        | Tim Merlier         | Tim Merlier   |
| 2     | 30 jul | Leszno – Karpacz           |             | 202,9        | Matej Mohorič       | Matej Mohorič |
| 3     | 31 jul | Wałbrzych – Duszniki-Zdrój | Kuperat     | 163,3        | Rafał Majka         | Matej Mohorič |
| 4     | 1 aug  | Strzelin – Opole           | Flack etapp | 198,6        | Olav Kooij          | Matej Mohorič |
| 5     | 2 aug  | Pszczyna – Bielsko-Biała   |             | 198,8        | Marijn van den Berg | Matej Mohorič |
| 6     | 3 aug  | Katowice – Katowice        | Tempoetapp  | 16,6         | Mattia Cattaneo     | Matej Mohorič |
| 7     | 4 aug  | Zabrze – Kraków            | Flack etapp | 166,6        | Tim Merlier         | Matej Mohorič |

### 1:a etappen
| Poznań - Poznań | Flack etapp | (183,7 km) |

| \| Placeringar i etappen \| Placeringar i etappen \| Placeringar i etappen \| Placeringar i etappen \| Placeringar i etappen \| \| Cyklist \| Cyklist \| Lag \| Tid \| \| \| --------------------- \| --------------------- \| ------------------------ \| --------------------- \| --------------------- \| \| 1. \| Tim Merlier \| Soudal Quick-Step \| 4t 15' 37" \| \| \| 2. \| Olav Kooij \| Jumbo-Visma \| + 0" \| \| \| 3. \| Fernando Gaviria \| Movistar Team \| + 0" \| \| \| 4. \| Sam Bennett \| Bora-Hansgrohe \| + 0" \| \| \| 5. \| Max Walscheid \| Cofidis \| + 0" \| \| \| 6. \| Maciej Paterski \| Polen \| + 0" \| \| \| 7. \| Stanisław Aniołkowski \| Human Powered Health \| + 0" \| \| \| 8. \| Jon Aberasturi \| Lidl-Trek \| + 0" \| \| \| 9. \| Jakub Mareczko \| Alpecin-Deceuninck \| + 0" \| \| \| 10. \| Gerben Thijssen \| Intermarché-Circus-Wanty \| + 0" \| \| |                       |                          |            |
| |                       |                          |            |
| Källa: ProCyclingStats |                       |                          |            |
| Placeringar i etappen |                       |                          |            |
| Cyklist | Cyklist               | Lag                      | Tid        |
| 1. | Tim Merlier           | Soudal Quick-Step        | 4t 15' 37" |
| 2. | Olav Kooij            | Jumbo-Visma              | + 0"       |
| 3. | Fernando Gaviria      | Movistar Team            | + 0"       |
| 4. | Sam Bennett           | Bora-Hansgrohe           | + 0"       |
| 5. | Max Walscheid         | Cofidis                  | + 0"       |
| 6. | Maciej Paterski       | Polen                    | + 0"       |
| 7. | Stanisław Aniołkowski | Human Powered Health     | + 0"       |
| 8. | Jon Aberasturi        | Lidl-Trek                | + 0"       |
| 9. | Jakub Mareczko        | Alpecin-Deceuninck       | + 0"       |
| 10. | Gerben Thijssen       | Intermarché-Circus-Wanty | + 0"       |

| \| Totaltävlingen \| Totaltävlingen \| Totaltävlingen \| Totaltävlingen \| Totaltävlingen \| \| Cyklist \| Cyklist \| Lag \| Tid \| \| \| -------------- \| --------------------- \| ------------------------ \| -------------- \| -------------- \| \| 1. \| Tim Merlier \| Soudal Quick-Step \| 4t 15' 37" \| \| \| 2. \| Olav Kooij \| Jumbo-Visma \| + 4" \| \| \| 3. \| Fernando Gaviria \| Movistar Team \| + 6" \| \| \| 4. \| Sam Bennett \| Bora-Hansgrohe \| + 10" \| \| \| 5. \| Max Walscheid \| Cofidis \| + 10" \| \| \| 6. \| Maciej Paterski \| Polen \| + 10" \| \| \| 7. \| Stanisław Aniołkowski \| Human Powered Health \| + 10" \| \| \| 8. \| Jon Aberasturi \| Lidl-Trek \| + 10" \| \| \| 9. \| Jakub Mareczko \| Alpecin-Deceuninck \| + 10" \| \| \| 10. \| Gerben Thijssen \| Intermarché-Circus-Wanty \| + 10" \| \| |                       |                          |            |
| |                       |                          |            |
| Källa: ProCyclingStats |                       |                          |            |
| Totaltävlingen |                       |                          |            |
| Cyklist | Cyklist               | Lag                      | Tid        |
| 1. | Tim Merlier           | Soudal Quick-Step        | 4t 15' 37" |
| 2. | Olav Kooij            | Jumbo-Visma              | + 4"       |
| 3. | Fernando Gaviria      | Movistar Team            | + 6"       |
| 4. | Sam Bennett           | Bora-Hansgrohe           | + 10"      |
| 5. | Max Walscheid         | Cofidis                  | + 10"      |
| 6. | Maciej Paterski       | Polen                    | + 10"      |
| 7. | Stanisław Aniołkowski | Human Powered Health     | + 10"      |
| 8. | Jon Aberasturi        | Lidl-Trek                | + 10"      |
| 9. | Jakub Mareczko        | Alpecin-Deceuninck       | + 10"      |
| 10. | Gerben Thijssen       | Intermarché-Circus-Wanty | + 10"      |

### 2:a etappen
| Leszno - Karpacz |  | (202,9 km) |

| \| Placeringar i etappen \| Placeringar i etappen \| Placeringar i etappen \| Placeringar i etappen \| Placeringar i etappen \| \| Cyklist \| Cyklist \| Lag \| Tid \| \| \| --------------------- \| --------------------- \| --------------------- \| --------------------- \| --------------------- \| \| 1. \| Matej Mohorič \| Bahrain Victorious \| 4t 56' 59" \| \| \| 2. \| João Almeida \| UAE Team Emirates \| + 0" \| \| \| 3. \| Michał Kwiatkowski \| Ineos Grenadiers \| + 4" \| \| \| 4. \| Oscar Onley \| Team DSM-Firmenich \| + 4" \| \| \| 5. \| Ilan Van Wilder \| Soudal Quick-Step \| + 4" \| \| \| 6. \| Lenny Martinez \| Groupama-FDJ \| + 4" \| \| \| 7. \| Samuele Battistella \| Astana Qazaqstan Team \| + 4" \| \| \| 8. \| Edward Dunbar \| Team Jayco AlUla \| + 4" \| \| \| 9. \| Sylvain Moniquet \| Lotto Dstny \| + 4" \| \| \| 10. \| Rafał Majka \| UAE Team Emirates \| + 4" \| \| |                     |                       |            |
| |                     |                       |            |
| Källa: ProCyclingStats |                     |                       |            |
| Placeringar i etappen |                     |                       |            |
| Cyklist | Cyklist             | Lag                   | Tid        |
| 1. | Matej Mohorič       | Bahrain Victorious    | 4t 56' 59" |
| 2. | João Almeida        | UAE Team Emirates     | + 0"       |
| 3. | Michał Kwiatkowski  | Ineos Grenadiers      | + 4"       |
| 4. | Oscar Onley         | Team DSM-Firmenich    | + 4"       |
| 5. | Ilan Van Wilder     | Soudal Quick-Step     | + 4"       |
| 6. | Lenny Martinez      | Groupama-FDJ          | + 4"       |
| 7. | Samuele Battistella | Astana Qazaqstan Team | + 4"       |
| 8. | Edward Dunbar       | Team Jayco AlUla      | + 4"       |
| 9. | Sylvain Moniquet    | Lotto Dstny           | + 4"       |
| 10. | Rafał Majka         | UAE Team Emirates     | + 4"       |

| \| Totaltävlingen \| Totaltävlingen \| Totaltävlingen \| Totaltävlingen \| Totaltävlingen \| \| Cyklist \| Cyklist \| Lag \| Tid \| \| \| -------------- \| ------------------- \| --------------------- \| -------------- \| -------------- \| \| 1. \| Matej Mohorič \| Bahrain Victorious \| 9t 07' 07" \| \| \| 2. \| João Almeida \| UAE Team Emirates \| + 4" \| \| \| 3. \| Michał Kwiatkowski \| Ineos Grenadiers \| + 10" \| \| \| 4. \| Ilan Van Wilder \| Soudal Quick-Step \| + 14" \| \| \| 5. \| Edward Dunbar \| Team Jayco AlUla \| + 14" \| \| \| 6. \| Samuele Battistella \| Astana Qazaqstan Team \| + 14" \| \| \| 7. \| Oscar Onley \| Team DSM-Firmenich \| + 14" \| \| \| 8. \| Sylvain Moniquet \| Lotto Dstny \| + 14" \| \| \| 9. \| Lenny Martinez \| Groupama-FDJ \| + 14" \| \| \| 10. \| Rafał Majka \| UAE Team Emirates \| + 14" \| \| |                     |                       |            |
| |                     |                       |            |
| Källa: ProCyclingStats |                     |                       |            |
| Totaltävlingen |                     |                       |            |
| Cyklist | Cyklist             | Lag                   | Tid        |
| 1. | Matej Mohorič       | Bahrain Victorious    | 9t 07' 07" |
| 2. | João Almeida        | UAE Team Emirates     | + 4"       |
| 3. | Michał Kwiatkowski  | Ineos Grenadiers      | + 10"      |
| 4. | Ilan Van Wilder     | Soudal Quick-Step     | + 14"      |
| 5. | Edward Dunbar       | Team Jayco AlUla      | + 14"      |
| 6. | Samuele Battistella | Astana Qazaqstan Team | + 14"      |
| 7. | Oscar Onley         | Team DSM-Firmenich    | + 14"      |
| 8. | Sylvain Moniquet    | Lotto Dstny           | + 14"      |
| 9. | Lenny Martinez      | Groupama-FDJ          | + 14"      |
| 10. | Rafał Majka         | UAE Team Emirates     | + 14"      |

### 3:e etappen
| Wałbrzych - Duszniki-Zdrój | Kuperat | (163,3 km) |

| \| Placeringar i etappen \| Placeringar i etappen \| Placeringar i etappen \| Placeringar i etappen \| Placeringar i etappen \| \| Cyklist \| Cyklist \| Lag \| Tid \| \| \| --------------------- \| --------------------- \| --------------------- \| --------------------- \| --------------------- \| \| 1. \| Rafał Majka \| UAE Team Emirates \| 4t 07' 55" \| \| \| 2. \| Matej Mohorič \| Bahrain Victorious \| + 0" \| \| \| 3. \| Michał Kwiatkowski \| Ineos Grenadiers \| + 0" \| \| \| 4. \| Ilan Van Wilder \| Soudal Quick-Step \| + 0" \| \| \| 5. \| Oscar Onley \| Team DSM-Firmenich \| + 0" \| \| \| 6. \| Christian Scaroni \| Astana Qazaqstan Team \| + 0" \| \| \| 7. \| Lenny Martinez \| Groupama-FDJ \| + 0" \| \| \| 8. \| Andrea Vendrame \| AG2R Citroën Team \| + 0" \| \| \| 9. \| João Almeida \| UAE Team Emirates \| + 0" \| \| \| 10. \| Sergio Higuita \| Bora-Hansgrohe \| + 0" \| \| |                    |                       |            |
| |                    |                       |            |
| Källa: ProCyclingStats |                    |                       |            |
| Placeringar i etappen |                    |                       |            |
| Cyklist | Cyklist            | Lag                   | Tid        |
| 1. | Rafał Majka        | UAE Team Emirates     | 4t 07' 55" |
| 2. | Matej Mohorič      | Bahrain Victorious    | + 0"       |
| 3. | Michał Kwiatkowski | Ineos Grenadiers      | + 0"       |
| 4. | Ilan Van Wilder    | Soudal Quick-Step     | + 0"       |
| 5. | Oscar Onley        | Team DSM-Firmenich    | + 0"       |
| 6. | Christian Scaroni  | Astana Qazaqstan Team | + 0"       |
| 7. | Lenny Martinez     | Groupama-FDJ          | + 0"       |
| 8. | Andrea Vendrame    | AG2R Citroën Team     | + 0"       |
| 9. | João Almeida       | UAE Team Emirates     | + 0"       |
| 10. | Sergio Higuita     | Bora-Hansgrohe        | + 0"       |

| \| Totaltävlingen \| Totaltävlingen \| Totaltävlingen \| Totaltävlingen \| Totaltävlingen \| \| Cyklist \| Cyklist \| Lag \| Tid \| \| \| -------------- \| ------------------- \| --------------------- \| -------------- \| -------------- \| \| 1. \| Matej Mohorič \| Bahrain Victorious \| 13t 14' 56" \| \| \| 2. \| Rafał Majka \| UAE Team Emirates \| + 10" \| \| \| 3. \| João Almeida \| UAE Team Emirates \| + 10" \| \| \| 4. \| Michał Kwiatkowski \| Ineos Grenadiers \| + 12" \| \| \| 5. \| Ilan Van Wilder \| Soudal Quick-Step \| + 20" \| \| \| 6. \| Samuele Battistella \| Astana Qazaqstan Team \| + 20" \| \| \| 7. \| Oscar Onley \| Team DSM-Firmenich \| + 20" \| \| \| 8. \| Edward Dunbar \| Team Jayco AlUla \| + 20" \| \| \| 9. \| Lenny Martinez \| Groupama-FDJ \| + 20" \| \| \| 10. \| Sylvain Moniquet \| Lotto Dstny \| + 20" \| \| |                     |                       |             |
| |                     |                       |             |
| Källa: ProCyclingStats |                     |                       |             |
| Totaltävlingen |                     |                       |             |
| Cyklist | Cyklist             | Lag                   | Tid         |
| 1. | Matej Mohorič       | Bahrain Victorious    | 13t 14' 56" |
| 2. | Rafał Majka         | UAE Team Emirates     | + 10"       |
| 3. | João Almeida        | UAE Team Emirates     | + 10"       |
| 4. | Michał Kwiatkowski  | Ineos Grenadiers      | + 12"       |
| 5. | Ilan Van Wilder     | Soudal Quick-Step     | + 20"       |
| 6. | Samuele Battistella | Astana Qazaqstan Team | + 20"       |
| 7. | Oscar Onley         | Team DSM-Firmenich    | + 20"       |
| 8. | Edward Dunbar       | Team Jayco AlUla      | + 20"       |
| 9. | Lenny Martinez      | Groupama-FDJ          | + 20"       |
| 10. | Sylvain Moniquet    | Lotto Dstny           | + 20"       |

### 4:e etappen
| Strzelin - Opole | Flack etapp | (198,6 km) |

| \| Placeringar i etappen \| Placeringar i etappen \| Placeringar i etappen \| Placeringar i etappen \| Placeringar i etappen \| \| Cyklist \| Cyklist \| Lag \| Tid \| \| \| --------------------- \| --------------------- \| ---------------------- \| --------------------- \| --------------------- \| \| 1. \| Olav Kooij \| Jumbo-Visma \| 4t 23' 15" \| \| \| 2. \| Marijn van den Berg \| EF Education-EasyPost \| + 0" \| \| \| 3. \| Matteo Moschetti \| Q36.5 Pro Cycling Team \| + 0" \| \| \| 4. \| Max Walscheid \| Cofidis \| + 0" \| \| \| 5. \| Sam Bennett \| Bora-Hansgrohe \| + 0" \| \| \| 6. \| Jakub Mareczko \| Alpecin-Deceuninck \| + 0" \| \| \| 7. \| Tim Merlier \| Soudal Quick-Step \| + 0" \| \| \| 8. \| Arvid de Kleijn \| Tudor Pro Cycling Team \| + 0" \| \| \| 9. \| Lionel Taminiaux \| Alpecin-Deceuninck \| + 0" \| \| \| 10. \| Matyáš Kopecký \| Team Novo Nordisk \| + 0" \| \| |                     |                        |            |
| |                     |                        |            |
| Källa: ProCyclingStats |                     |                        |            |
| Placeringar i etappen |                     |                        |            |
| Cyklist | Cyklist             | Lag                    | Tid        |
| 1. | Olav Kooij          | Jumbo-Visma            | 4t 23' 15" |
| 2. | Marijn van den Berg | EF Education-EasyPost  | + 0"       |
| 3. | Matteo Moschetti    | Q36.5 Pro Cycling Team | + 0"       |
| 4. | Max Walscheid       | Cofidis                | + 0"       |
| 5. | Sam Bennett         | Bora-Hansgrohe         | + 0"       |
| 6. | Jakub Mareczko      | Alpecin-Deceuninck     | + 0"       |
| 7. | Tim Merlier         | Soudal Quick-Step      | + 0"       |
| 8. | Arvid de Kleijn     | Tudor Pro Cycling Team | + 0"       |
| 9. | Lionel Taminiaux    | Alpecin-Deceuninck     | + 0"       |
| 10. | Matyáš Kopecký      | Team Novo Nordisk      | + 0"       |

| \| Totaltävlingen \| Totaltävlingen \| Totaltävlingen \| Totaltävlingen \| Totaltävlingen \| \| Cyklist \| Cyklist \| Lag \| Tid \| \| \| -------------- \| ------------------- \| --------------------- \| -------------- \| -------------- \| \| 1. \| Matej Mohorič \| Bahrain Victorious \| 17t 38' 11" \| \| \| 2. \| João Almeida \| UAE Team Emirates \| + 10" \| \| \| 3. \| Rafał Majka \| UAE Team Emirates \| + 10" \| \| \| 4. \| Michał Kwiatkowski \| Ineos Grenadiers \| + 12" \| \| \| 5. \| Edward Dunbar \| Team Jayco AlUla \| + 20" \| \| \| 6. \| Ilan Van Wilder \| Soudal Quick-Step \| + 20" \| \| \| 7. \| Oscar Onley \| Team DSM-Firmenich \| + 20" \| \| \| 8. \| Samuele Battistella \| Astana Qazaqstan Team \| + 20" \| \| \| 9. \| Lenny Martinez \| Groupama-FDJ \| + 20" \| \| \| 10. \| Sylvain Moniquet \| Lotto Dstny \| + 20" \| \| |                     |                       |             |
| |                     |                       |             |
| Källa: ProCyclingStats |                     |                       |             |
| Totaltävlingen |                     |                       |             |
| Cyklist | Cyklist             | Lag                   | Tid         |
| 1. | Matej Mohorič       | Bahrain Victorious    | 17t 38' 11" |
| 2. | João Almeida        | UAE Team Emirates     | + 10"       |
| 3. | Rafał Majka         | UAE Team Emirates     | + 10"       |
| 4. | Michał Kwiatkowski  | Ineos Grenadiers      | + 12"       |
| 5. | Edward Dunbar       | Team Jayco AlUla      | + 20"       |
| 6. | Ilan Van Wilder     | Soudal Quick-Step     | + 20"       |
| 7. | Oscar Onley         | Team DSM-Firmenich    | + 20"       |
| 8. | Samuele Battistella | Astana Qazaqstan Team | + 20"       |
| 9. | Lenny Martinez      | Groupama-FDJ          | + 20"       |
| 10. | Sylvain Moniquet    | Lotto Dstny           | + 20"       |

### 5:e etappen
| Pszczyna - Bielsko-Biała |  | (198,8 km) |

| \| Placeringar i etappen \| Placeringar i etappen \| Placeringar i etappen \| Placeringar i etappen \| Placeringar i etappen \| \| Cyklist \| Cyklist \| Lag \| Tid \| \| \| --------------------- \| --------------------- \| ------------------------- \| --------------------- \| --------------------- \| \| 1. \| Marijn van den Berg \| EF Education-EasyPost \| 4t 51' 27" \| \| \| 2. \| Matej Mohorič \| Bahrain Victorious \| + 0" \| \| \| 3. \| João Almeida \| UAE Team Emirates \| + 0" \| \| \| 4. \| Michał Kwiatkowski \| Ineos Grenadiers \| + 0" \| \| \| 5. \| Finn Fisher-Black \| UAE Team Emirates \| + 0" \| \| \| 6. \| Andreas Kron \| Lotto Dstny \| + 0" \| \| \| 7. \| Sergio Higuita \| Bora-Hansgrohe \| + 0" \| \| \| 8. \| Lewis Askey \| Groupama-FDJ \| + 0" \| \| \| 9. \| Christian Scaroni \| Astana Qazaqstan Team \| + 0" \| \| \| 10. \| Marcin Budziński \| HRE Mazowsze Serce Polski \| + 0" \| \| |                     |                           |            |
| |                     |                           |            |
| Källa: ProCyclingStats |                     |                           |            |
| Placeringar i etappen |                     |                           |            |
| Cyklist | Cyklist             | Lag                       | Tid        |
| 1. | Marijn van den Berg | EF Education-EasyPost     | 4t 51' 27" |
| 2. | Matej Mohorič       | Bahrain Victorious        | + 0"       |
| 3. | João Almeida        | UAE Team Emirates         | + 0"       |
| 4. | Michał Kwiatkowski  | Ineos Grenadiers          | + 0"       |
| 5. | Finn Fisher-Black   | UAE Team Emirates         | + 0"       |
| 6. | Andreas Kron        | Lotto Dstny               | + 0"       |
| 7. | Sergio Higuita      | Bora-Hansgrohe            | + 0"       |
| 8. | Lewis Askey         | Groupama-FDJ              | + 0"       |
| 9. | Christian Scaroni   | Astana Qazaqstan Team     | + 0"       |
| 10. | Marcin Budziński    | HRE Mazowsze Serce Polski | + 0"       |

| \| Totaltävlingen \| Totaltävlingen \| Totaltävlingen \| Totaltävlingen \| Totaltävlingen \| \| Cyklist \| Cyklist \| Lag \| Tid \| \| \| -------------- \| ------------------- \| --------------------- \| -------------- \| -------------- \| \| 1. \| Matej Mohorič \| Bahrain Victorious \| 22t 29' 32" \| \| \| 2. \| João Almeida \| UAE Team Emirates \| + 12" \| \| \| 3. \| Rafał Majka \| UAE Team Emirates \| + 16" \| \| \| 4. \| Michał Kwiatkowski \| Ineos Grenadiers \| + 18" \| \| \| 5. \| Oscar Onley \| Team DSM-Firmenich \| + 26" \| \| \| 6. \| Edward Dunbar \| Team Jayco AlUla \| + 26" \| \| \| 7. \| Ilan Van Wilder \| Soudal Quick-Step \| + 26" \| \| \| 8. \| Samuele Battistella \| Astana Qazaqstan Team \| + 26" \| \| \| 9. \| Sylvain Moniquet \| Lotto Dstny \| + 26" \| \| \| 10. \| Lenny Martinez \| Groupama-FDJ \| + 26" \| \| |                     |                       |             |
| |                     |                       |             |
| Källa: ProCyclingStats |                     |                       |             |
| Totaltävlingen |                     |                       |             |
| Cyklist | Cyklist             | Lag                   | Tid         |
| 1. | Matej Mohorič       | Bahrain Victorious    | 22t 29' 32" |
| 2. | João Almeida        | UAE Team Emirates     | + 12"       |
| 3. | Rafał Majka         | UAE Team Emirates     | + 16"       |
| 4. | Michał Kwiatkowski  | Ineos Grenadiers      | + 18"       |
| 5. | Oscar Onley         | Team DSM-Firmenich    | + 26"       |
| 6. | Edward Dunbar       | Team Jayco AlUla      | + 26"       |
| 7. | Ilan Van Wilder     | Soudal Quick-Step     | + 26"       |
| 8. | Samuele Battistella | Astana Qazaqstan Team | + 26"       |
| 9. | Sylvain Moniquet    | Lotto Dstny           | + 26"       |
| 10. | Lenny Martinez      | Groupama-FDJ          | + 26"       |

### 6:e etappen
| Katowice - Katowice | Tempoetapp | (16,6 km) |

| \| Placeringar i etappen \| Placeringar i etappen \| Placeringar i etappen \| Placeringar i etappen \| Placeringar i etappen \| \| Cyklist \| Cyklist \| Lag \| Tid \| \| \| --------------------- \| --------------------- \| --------------------- \| --------------------- \| --------------------- \| \| 1. \| Mattia Cattaneo \| Soudal Quick-Step \| 19' 10" \| \| \| 2. \| João Almeida \| UAE Team Emirates \| + 13" \| \| \| 3. \| Geraint Thomas \| Ineos Grenadiers \| + 14" \| \| \| 4. \| Finn Fisher-Black \| UAE Team Emirates \| + 16" \| \| \| 5. \| Tim Wellens \| UAE Team Emirates \| + 17" \| \| \| 6. \| Ilan Van Wilder \| Soudal Quick-Step \| + 18" \| \| \| 7. \| Kévin Vauquelin \| Arkéa-Samsic \| + 18" \| \| \| 8. \| Michał Kwiatkowski \| Ineos Grenadiers \| + 21" \| \| \| 9. \| Tobias Foss \| Jumbo-Visma \| + 21" \| \| \| 10. \| Brandon McNulty \| UAE Team Emirates \| + 24" \| \| |                    |                   |         |
| |                    |                   |         |
| Källa: ProCyclingStats |                    |                   |         |
| Placeringar i etappen |                    |                   |         |
| Cyklist | Cyklist            | Lag               | Tid     |
| 1. | Mattia Cattaneo    | Soudal Quick-Step | 19' 10" |
| 2. | João Almeida       | UAE Team Emirates | + 13"   |
| 3. | Geraint Thomas     | Ineos Grenadiers  | + 14"   |
| 4. | Finn Fisher-Black  | UAE Team Emirates | + 16"   |
| 5. | Tim Wellens        | UAE Team Emirates | + 17"   |
| 6. | Ilan Van Wilder    | Soudal Quick-Step | + 18"   |
| 7. | Kévin Vauquelin    | Arkéa-Samsic      | + 18"   |
| 8. | Michał Kwiatkowski | Ineos Grenadiers  | + 21"   |
| 9. | Tobias Foss        | Jumbo-Visma       | + 21"   |
| 10. | Brandon McNulty    | UAE Team Emirates | + 24"   |

| \| Totaltävlingen \| Totaltävlingen \| Totaltävlingen \| Totaltävlingen \| Totaltävlingen \| \| Cyklist \| Cyklist \| Lag \| Tid \| \| \| -------------- \| ------------------- \| --------------------- \| -------------- \| -------------- \| \| 1. \| Matej Mohorič \| Bahrain Victorious \| 22t 49' 07" \| \| \| 2. \| João Almeida \| UAE Team Emirates \| + 0" \| \| \| 3. \| Michał Kwiatkowski \| Ineos Grenadiers \| + 14" \| \| \| 4. \| Ilan Van Wilder \| Soudal Quick-Step \| + 19" \| \| \| 5. \| Mattia Cattaneo \| Soudal Quick-Step \| + 38" \| \| \| 6. \| Brandon McNulty \| UAE Team Emirates \| + 39" \| \| \| 7. \| Edward Dunbar \| Team Jayco AlUla \| + 52" \| \| \| 8. \| Rafał Majka \| UAE Team Emirates \| + 55" \| \| \| 9. \| Samuele Battistella \| Astana Qazaqstan Team \| + 57" \| \| \| 10. \| Oscar Onley \| Team DSM-Firmenich \| + 1' 04" \| \| |                     |                       |             |
| |                     |                       |             |
| Källa: ProCyclingStats |                     |                       |             |
| Totaltävlingen |                     |                       |             |
| Cyklist | Cyklist             | Lag                   | Tid         |
| 1. | Matej Mohorič       | Bahrain Victorious    | 22t 49' 07" |
| 2. | João Almeida        | UAE Team Emirates     | + 0"        |
| 3. | Michał Kwiatkowski  | Ineos Grenadiers      | + 14"       |
| 4. | Ilan Van Wilder     | Soudal Quick-Step     | + 19"       |
| 5. | Mattia Cattaneo     | Soudal Quick-Step     | + 38"       |
| 6. | Brandon McNulty     | UAE Team Emirates     | + 39"       |
| 7. | Edward Dunbar       | Team Jayco AlUla      | + 52"       |
| 8. | Rafał Majka         | UAE Team Emirates     | + 55"       |
| 9. | Samuele Battistella | Astana Qazaqstan Team | + 57"       |
| 10. | Oscar Onley         | Team DSM-Firmenich    | + 1' 04"    |

### 7:e etappen
| Zabrze - Kraków | Flack etapp | (166,6 km) |

| \| Placeringar i etappen \| Placeringar i etappen \| Placeringar i etappen \| Placeringar i etappen \| Placeringar i etappen \| \| Cyklist \| Cyklist \| Lag \| Tid \| \| \| --------------------- \| --------------------- \| ------------------------ \| --------------------- \| --------------------- \| \| 1. \| Tim Merlier \| Soudal Quick-Step \| 3t 28' 44" \| \| \| 2. \| Arvid de Kleijn \| Tudor Pro Cycling Team \| + 0" \| \| \| 3. \| Fernando Gaviria \| Movistar Team \| + 0" \| \| \| 4. \| Gerben Thijssen \| Intermarché-Circus-Wanty \| + 0" \| \| \| 5. \| Paul Penhoët \| Groupama-FDJ \| + 0" \| \| \| 6. \| Stanisław Aniołkowski \| Human Powered Health \| + 0" \| \| \| 7. \| Pierre Gautherat \| AG2R Citroën Team \| + 0" \| \| \| 8. \| Rüdiger Selig \| Lotto Dstny \| + 0" \| \| \| 9. \| Matteo Moschetti \| Q36.5 Pro Cycling Team \| + 0" \| \| \| 10. \| Andrea Pasqualon \| Bahrain Victorious \| + 0" \| \| |                       |                          |            |
| |                       |                          |            |
| Källa: ProCyclingStats |                       |                          |            |
| Placeringar i etappen |                       |                          |            |
| Cyklist | Cyklist               | Lag                      | Tid        |
| 1. | Tim Merlier           | Soudal Quick-Step        | 3t 28' 44" |
| 2. | Arvid de Kleijn       | Tudor Pro Cycling Team   | + 0"       |
| 3. | Fernando Gaviria      | Movistar Team            | + 0"       |
| 4. | Gerben Thijssen       | Intermarché-Circus-Wanty | + 0"       |
| 5. | Paul Penhoët          | Groupama-FDJ             | + 0"       |
| 6. | Stanisław Aniołkowski | Human Powered Health     | + 0"       |
| 7. | Pierre Gautherat      | AG2R Citroën Team        | + 0"       |
| 8. | Rüdiger Selig         | Lotto Dstny              | + 0"       |
| 9. | Matteo Moschetti      | Q36.5 Pro Cycling Team   | + 0"       |
| 10. | Andrea Pasqualon      | Bahrain Victorious       | + 0"       |

## Resultat

### Sammanlagt
| \| Totaltävlingen \| Totaltävlingen \| Totaltävlingen \| Totaltävlingen \| Totaltävlingen \| \| Cyklist \| Cyklist \| Lag \| Tid \| \| \| -------------- \| ------------------- \| --------------------- \| -------------- \| -------------- \| \| 1. \| Matej Mohorič \| Bahrain Victorious \| 26t 17' 48" \| \| \| 2. \| João Almeida \| UAE Team Emirates \| + 1" \| \| \| 3. \| Michał Kwiatkowski \| Ineos Grenadiers \| + 17" \| \| \| 4. \| Ilan Van Wilder \| Soudal Quick-Step \| + 22" \| \| \| 5. \| Mattia Cattaneo \| Soudal Quick-Step \| + 41" \| \| \| 6. \| Brandon McNulty \| UAE Team Emirates \| + 42" \| \| \| 7. \| Edward Dunbar \| Team Jayco AlUla \| + 55" \| \| \| 8. \| Rafał Majka \| UAE Team Emirates \| + 58" \| \| \| 9. \| Samuele Battistella \| Astana Qazaqstan Team \| + 1' 00" \| \| \| 10. \| Oscar Onley \| Team DSM-Firmenich \| + 1' 07" \| \| |                     |                       |             |
| |                     |                       |             |
| Källa: ProCyclingStats |                     |                       |             |
| Totaltävlingen |                     |                       |             |
| Cyklist | Cyklist             | Lag                   | Tid         |
| 1. | Matej Mohorič       | Bahrain Victorious    | 26t 17' 48" |
| 2. | João Almeida        | UAE Team Emirates     | + 1"        |
| 3. | Michał Kwiatkowski  | Ineos Grenadiers      | + 17"       |
| 4. | Ilan Van Wilder     | Soudal Quick-Step     | + 22"       |
| 5. | Mattia Cattaneo     | Soudal Quick-Step     | + 41"       |
| 6. | Brandon McNulty     | UAE Team Emirates     | + 42"       |
| 7. | Edward Dunbar       | Team Jayco AlUla      | + 55"       |
| 8. | Rafał Majka         | UAE Team Emirates     | + 58"       |
| 9. | Samuele Battistella | Astana Qazaqstan Team | + 1' 00"    |
| 10. | Oscar Onley         | Team DSM-Firmenich    | + 1' 07"    |

### Övriga tävlingar
| Sprinttävlingen | Sprinttävlingen       | Sprinttävlingen        | Sprinttävlingen | Sprinttävlingen |
| Cyklist         | Cyklist               | Lag                    | Poäng           |                 |
| --------------- | --------------------- | ---------------------- | --------------- | --------------- |
| 1.              | Matej Mohorič         | Bahrain Victorious     | 68 poäng        |                 |
| 2.              | João Almeida          | UAE Team Emirates      | 68 poäng        |                 |
| 3.              | Michał Kwiatkowski    | Ineos Grenadiers       | 66 poäng        |                 |
| 4.              | Marijn van den Berg   | EF Education-EasyPost  | 61 poäng        |                 |
| 5.              | Tim Merlier           | Soudal Quick-Step      | 54 poäng        |                 |
| 6.              | Ilan Van Wilder       | Soudal Quick-Step      | 48 poäng        |                 |
| 7.              | Oscar Onley           | Team DSM-Firmenich     | 43 poäng        |                 |
| 8.              | Fernando Gaviria      | Movistar Team          | 43 poäng        |                 |
| 9.              | Stanisław Aniołkowski | Human Powered Health   | 38 poäng        |                 |
| 10.             | Matteo Moschetti      | Q36.5 Pro Cycling Team | 38 poäng        |                 |

| Sprinttävlingen | Sprinttävlingen       | Sprinttävlingen        | Sprinttävlingen | Sprinttävlingen |
| Cyklist         | Cyklist               | Lag                    | Poäng           |                 |
| --------------- | --------------------- | ---------------------- | --------------- | --------------- |
| 1.              | Matej Mohorič         | Bahrain Victorious     | 68 poäng        |                 |
| 2.              | João Almeida          | UAE Team Emirates      | 68 poäng        |                 |
| 3.              | Michał Kwiatkowski    | Ineos Grenadiers       | 66 poäng        |                 |
| 4.              | Marijn van den Berg   | EF Education-EasyPost  | 61 poäng        |                 |
| 5.              | Tim Merlier           | Soudal Quick-Step      | 54 poäng        |                 |
| 6.              | Ilan Van Wilder       | Soudal Quick-Step      | 48 poäng        |                 |
| 7.              | Oscar Onley           | Team DSM-Firmenich     | 43 poäng        |                 |
| 8.              | Fernando Gaviria      | Movistar Team          | 43 poäng        |                 |
| 9.              | Stanisław Aniołkowski | Human Powered Health   | 38 poäng        |                 |
| 10.             | Matteo Moschetti      | Q36.5 Pro Cycling Team | 38 poäng        |                 |

| Bergstävlingen | Bergstävlingen       | Bergstävlingen        | Bergstävlingen | Bergstävlingen |
| Cyklist        | Cyklist              | Lag                   | Poäng          |                |
| -------------- | -------------------- | --------------------- | -------------- | -------------- |
| 1.             | Markus Hoelgaard     | Lidl-Trek             | 25 poäng       |                |
| 2.             | Jacopo Mosca         | Lidl-Trek             | 18 poäng       |                |
| 3.             | Thomas De Gendt      | Lotto Dstny           | 17 poäng       |                |
| 4.             | Bert Van Lerberghe   | Soudal Quick-Step     | 8 poäng        |                |
| 5.             | Tobias Lund Andresen | Team DSM-Firmenich    | 6 poäng        |                |
| 6.             | Damiano Caruso       | Bahrain Victorious    | 5 poäng        |                |
| 7.             | Lucas Hamilton       | Team Jayco AlUla      | 5 poäng        |                |
| 8.             | Christian Scaroni    | Astana Qazaqstan Team | 5 poäng        |                |
| 9.             | Dorian Godon         | AG2R Citroën Team     | 4 poäng        |                |
| 10.            | Andreas Kron         | Lotto Dstny           | 4 poäng        |                |

| Bergstävlingen | Bergstävlingen       | Bergstävlingen        | Bergstävlingen | Bergstävlingen |
| Cyklist        | Cyklist              | Lag                   | Poäng          |                |
| -------------- | -------------------- | --------------------- | -------------- | -------------- |
| 1.             | Markus Hoelgaard     | Lidl-Trek             | 25 poäng       |                |
| 2.             | Jacopo Mosca         | Lidl-Trek             | 18 poäng       |                |
| 3.             | Thomas De Gendt      | Lotto Dstny           | 17 poäng       |                |
| 4.             | Bert Van Lerberghe   | Soudal Quick-Step     | 8 poäng        |                |
| 5.             | Tobias Lund Andresen | Team DSM-Firmenich    | 6 poäng        |                |
| 6.             | Damiano Caruso       | Bahrain Victorious    | 5 poäng        |                |
| 7.             | Lucas Hamilton       | Team Jayco AlUla      | 5 poäng        |                |
| 8.             | Christian Scaroni    | Astana Qazaqstan Team | 5 poäng        |                |
| 9.             | Dorian Godon         | AG2R Citroën Team     | 4 poäng        |                |
| 10.            | Andreas Kron         | Lotto Dstny           | 4 poäng        |                |

| Mest offensiva cyklisten | Mest offensiva cyklisten | Mest offensiva cyklisten | Mest offensiva cyklisten | Mest offensiva cyklisten |
| Cyklist                  | Cyklist                  | Lag                      | Poäng                    |                          |
| ------------------------ | ------------------------ | ------------------------ | ------------------------ | ------------------------ |
| 1.                       | Patryk Stosz             | Polen                    | 18 poäng                 |                          |
| 2.                       | Sebastian Schönberger    | Human Powered Health     | 6 poäng                  |                          |
| 3.                       | Bert Van Lerberghe       | Soudal Quick-Step        | 6 poäng                  |                          |
| 4.                       | Filippo Ridolfo          | Team Novo Nordisk        | 6 poäng                  |                          |
| 5.                       | Markus Hoelgaard         | Lidl-Trek                | 5 poäng                  |                          |
| 6.                       | Tobias Lund Andresen     | Team DSM-Firmenich       | 4 poäng                  |                          |
| 7.                       | Norbert Banaszek         | Polen                    | 4 poäng                  |                          |
| 8.                       | Matej Mohorič            | Bahrain Victorious       | 3 poäng                  |                          |
| 9.                       | Sam Brand                | Team Novo Nordisk        | 3 poäng                  |                          |
| 10.                      | João Almeida             | UAE Team Emirates        | 2 poäng                  |                          |

| Mest offensiva cyklisten | Mest offensiva cyklisten | Mest offensiva cyklisten | Mest offensiva cyklisten | Mest offensiva cyklisten |
| Cyklist                  | Cyklist                  | Lag                      | Poäng                    |                          |
| ------------------------ | ------------------------ | ------------------------ | ------------------------ | ------------------------ |
| 1.                       | Patryk Stosz             | Polen                    | 18 poäng                 |                          |
| 2.                       | Sebastian Schönberger    | Human Powered Health     | 6 poäng                  |                          |
| 3.                       | Bert Van Lerberghe       | Soudal Quick-Step        | 6 poäng                  |                          |
| 4.                       | Filippo Ridolfo          | Team Novo Nordisk        | 6 poäng                  |                          |
| 5.                       | Markus Hoelgaard         | Lidl-Trek                | 5 poäng                  |                          |
| 6.                       | Tobias Lund Andresen     | Team DSM-Firmenich       | 4 poäng                  |                          |
| 7.                       | Norbert Banaszek         | Polen                    | 4 poäng                  |                          |
| 8.                       | Matej Mohorič            | Bahrain Victorious       | 3 poäng                  |                          |
| 9.                       | Sam Brand                | Team Novo Nordisk        | 3 poäng                  |                          |
| 10.                      | João Almeida             | UAE Team Emirates        | 2 poäng                  |                          |

| Lagtävlingen | Lagtävlingen          | Lagtävlingen | Lagtävlingen |
| Lag          | Lag                   | Tid          |              |
| ------------ | --------------------- | ------------ | ------------ |
| 1.           | UAE Team Emirates     | 78t 54' 32"  |              |
| 2.           | Soudal Quick-Step     | + 1' 33"     |              |
| 3.           | Ineos Grenadiers      | + 5' 43"     |              |
| 4.           | AG2R Citroën Team     | + 5' 45"     |              |
| 5.           | Team Jayco AlUla      | + 6' 29"     |              |
| 6.           | Bahrain Victorious    | + 8' 28"     |              |
| 7.           | Astana Qazaqstan Team | + 9' 03"     |              |
| 8.           | Astana Qazaqstan Team | + 10' 40"    |              |
| 9.           | Team DSM-Firmenich    | + 11' 27"    |              |
| 10.          | Jumbo-Visma           | + 11' 40"    |              |

| Lagtävlingen | Lagtävlingen          | Lagtävlingen | Lagtävlingen |
| Lag          | Lag                   | Tid          |              |
| ------------ | --------------------- | ------------ | ------------ |
| 1.           | UAE Team Emirates     | 78t 54' 32"  |              |
| 2.           | Soudal Quick-Step     | + 1' 33"     |              |
| 3.           | Ineos Grenadiers      | + 5' 43"     |              |
| 4.           | AG2R Citroën Team     | + 5' 45"     |              |
| 5.           | Team Jayco AlUla      | + 6' 29"     |              |
| 6.           | Bahrain Victorious    | + 8' 28"     |              |
| 7.           | Astana Qazaqstan Team | + 9' 03"     |              |
| 8.           | Astana Qazaqstan Team | + 10' 40"    |              |
| 9.           | Team DSM-Firmenich    | + 11' 27"    |              |
| 10.          | Jumbo-Visma           | + 11' 40"    |              |

## Startlista
| Ineos Grenadiers IGD | Ineos Grenadiers IGD                 | Ineos Grenadiers IGD |
| -------------------- | ------------------------------------ | -------------------- |
| #                    | Cyklist                              | Placering            |
| 1                    | Michał Kwiatkowski (POL) (tempolopp) | 3.                   |
| 2                    | Pavel Sivakov (FRA)                  | 14.                  |
| 3                    | Geraint Thomas (GBR)                 | 47.                  |
| 4                    | Thymen Arensman (NED)                | 49.                  |
| 5                    | Laurens De Plus (BEL)                | 51.                  |
| 6                    | Kim Heiduk (GER)                     | 62.                  |
| 7                    | Salvatore Puccio (ITA)               | 127.                 |

| AG2R Citroën Team ACT | AG2R Citroën Team ACT   | AG2R Citroën Team ACT |
| --------------------- | ----------------------- | --------------------- |
| #                     | Cyklist                 | Placering             |
| 11                    | Mikaël Cherel (FRA)     | 36.                   |
| 12                    | Pierre Gautherat (FRA)  | 92.                   |
| 13                    | Dorian Godon (FRA)      | 23.                   |
| 14                    | Lawrence Naesen (BEL)   | 72.                   |
| 15                    | Bastien Tronchon (FRA)  | 71.                   |
| 16                    | Andrea Vendrame (ITA)   | 22.                   |
| 17                    | Lawrence Warbasse (USA) | 29.                   |

| Alpecin-Deceuninck ADC | Alpecin-Deceuninck ADC  | Alpecin-Deceuninck ADC |
| ---------------------- | ----------------------- | ---------------------- |
| #                      | Cyklist                 | Placering              |
| 21                     | Nicola Conci (ITA)      | 21.                    |
| 22                     | Alexander Krieger (GER) | 146.                   |
| 23                     | Jakub Mareczko (ITA)    | 148.                   |
| 24                     | Senne Leysen (BEL)      | 69.                    |
| 25                     | Oscar Riesebeek (NED)   | DNS-6                  |
| 26                     | Lionel Taminiaux (BEL)  | 133.                   |
| 27                     | Jensen Plowright (AUS)  | 137.                   |

| Astana Qazaqstan Team AST | Astana Qazaqstan Team AST | Astana Qazaqstan Team AST |
| ------------------------- | ------------------------- | ------------------------- |
| #                         | Cyklist                   | Placering                 |
| 31                        | Samuele Battistella (ITA) | 9.                        |
| 32                        | Gianmarco Garofoli (ITA)  | DNS-6                     |
| 33                        | Yevgeniy Gidich (KAZ)     | 139.                      |
| 34                        | Davide Martinelli (ITA)   | 138.                      |
| 35                        | Antonio Nibali (ITA)      | 73.                       |
| 36                        | Christian Scaroni (ITA)   | 13.                       |
| 37                        | Vadim Pronskiy (KAZ)      | 57.                       |

| Bahrain Victorious TBV | Bahrain Victorious TBV            | Bahrain Victorious TBV |
| ---------------------- | --------------------------------- | ---------------------- |
| #                      | Cyklist                           | Placering              |
| 41                     | Damiano Caruso (ITA)              | 18.                    |
| 42                     | Kamil Gradek (POL)                | 111.                   |
| 43                     | Matevž Govekar (SLO)              | 98.                    |
| 44                     | Fran Miholjević (CRO) (tempolopp) | DNF-7                  |
| 45                     | Matej Mohorič (SLO)               | 1.                     |
| 46                     | Andrea Pasqualon (ITA)            | 96.                    |
| 47                     | Antonio Tiberi (ITA)              | 45.                    |

| Bora-Hansgrohe BOH | Bora-Hansgrohe BOH            | Bora-Hansgrohe BOH |
| ------------------ | ----------------------------- | ------------------ |
| #                  | Cyklist                       | Placering          |
| 51                 | Lennard Kämna (GER)           | 50.                |
| 52                 | Giovanni Aleotti (ITA)        | 32.                |
| 53                 | Shane Archbold (NZL)          | 151.               |
| 54                 | Cesare Benedetti (POL)        | 63.                |
| 55                 | Sergio Higuita (COL)          | 19.                |
| 56                 | Ryan Mullen (IRL) (tempolopp) | 118.               |
| 57                 | Sam Bennett (IRL)             | DNS-6              |

| Cofidis COF | Cofidis COF                   | Cofidis COF |
| ----------- | ----------------------------- | ----------- |
| #           | Cyklist                       | Placering   |
| 61          | Max Walscheid (GER)           | 132.        |
| 62          | Piet Allegaert (BEL)          | 52.         |
| 63          | Davide Cimolai (ITA)          | 142.        |
| 64          | Rubén Fernández Andújar (ESP) | 33.         |
| 65          | Wesley Kreder (NED)           | DNF-4       |
| 66          | Jonathan Lastra (ESP)         | 27.         |
| 67          | Harrison Wood (GBR)           | 107.        |

| EF Education-EasyPost EFE | EF Education-EasyPost EFE          | EF Education-EasyPost EFE |
| ------------------------- | ---------------------------------- | ------------------------- |
| #                         | Cyklist                            | Placering                 |
| 71                        | Stefan Bissegger (SUI) (tempolopp) | DNS-7                     |
| 72                        | Stefan de Bod (RSA) (tempolopp)    | 31.                       |
| 73                        | Julius van den Berg (NED)          | 74.                       |
| 74                        | Jens Keukeleire (BEL)              | 76.                       |
| 75                        | Mark Padun (UKR)                   | 100.                      |
| 76                        | Łukasz Wiśniowski (POL)            | 104.                      |
| 77                        | Marijn van den Berg (NED)          | 30.                       |

| Groupama-FDJ GFC | Groupama-FDJ GFC      | Groupama-FDJ GFC |
| ---------------- | --------------------- | ---------------- |
| #                | Cyklist               | Placering        |
| 81               | Lewis Askey (GBR)     | 43.              |
| 82               | Clément Davy (FRA)    | 99.              |
| 83               | Lorenzo Germani (ITA) | 60.              |
| 84               | Lenny Martinez (FRA)  | 12.              |
| 85               | Paul Penhoët (FRA)    | 95.              |
| 86               | Samuel Watson (GBR)   | DNS-6            |
| 87               | Bram Welten (NED)     | 114.             |

| Intermarché-Circus-Wanty ICW | Intermarché-Circus-Wanty ICW | Intermarché-Circus-Wanty ICW |
| ---------------------------- | ---------------------------- | ---------------------------- |
| #                            | Cyklist                      | Placering                    |
| 91                           | Dries De Pooter (BEL)        | 83.                          |
| 92                           | Rune Herregodts (BEL)        | 82.                          |
| 93                           | Julius Johansen (DEN)        | DNS-1                        |
| 94                           | Madis Mihkels (EST)          | 59.                          |
| 95                           | Hugo Page (FRA)              | 105.                         |
| 96                           | Gerben Thijssen (BEL)        | 130.                         |
| 97                           | Boy van Poppel (NED)         | 101.                         |

| Jumbo-Visma TJV | Jumbo-Visma TJV                 | Jumbo-Visma TJV |
| --------------- | ------------------------------- | --------------- |
| #               | Cyklist                         | Placering       |
| 101             | Koen Bouwman (NED)              | 53.             |
| 102             | Jos van Emden (NED) (tempolopp) | DNF-4           |
| 103             | Tobias Foss (NOR) (tempolopp)   | 42.             |
| 104             | Mick van Dijke (NED)            | DNS-6           |
| 105             | Olav Kooij (NED)                | DNS-6           |
| 106             | Sam Oomen (NED)                 | 26.             |
| 107             | Tosh Van der Sande (BEL)        | 54.             |

| Lidl-Trek LTK | Lidl-Trek LTK           | Lidl-Trek LTK |
| ------------- | ----------------------- | ------------- |
| #             | Cyklist                 | Placering     |
| 111           | Jon Aberasturi (ESP)    | DNS-3         |
| 112           | Asbjørn Hellemose (DEN) | 34.           |
| 113           | Markus Hoelgaard (NOR)  | 39.           |
| 114           | Jacopo Mosca (ITA)      | 93.           |
| 115           | Edward Theuns (BEL)     | 79.           |
| 116           | Antwan Tolhoek (NED)    | 48.           |
| 117           | Otto Vergaerde (BEL)    | 80.           |

| Movistar Team MOV | Movistar Team MOV       | Movistar Team MOV |
| ----------------- | ----------------------- | ----------------- |
| #                 | Cyklist                 | Placering         |
| 121               | Fernando Gaviria (COL)  | 136.              |
| 122               | Imanol Erviti (ESP)     | 64.               |
| 123               | Ruben Guerreiro (POR)   | 25.               |
| 124               | Max Kanter (GER)        | 94.               |
| 125               | Mathias Norsgaard (DEN) | 119.              |
| 126               | Juri Hollmann (GER)     | 103.              |
| 127               | Sergio Samitier (ESP)   | 102.              |

| Soudal Quick-Step SOQ | Soudal Quick-Step SOQ    | Soudal Quick-Step SOQ |
| --------------------- | ------------------------ | --------------------- |
| #                     | Cyklist                  | Placering             |
| 131                   | Mattia Cattaneo (ITA)    | 5.                    |
| 132                   | Josef Černý (CZE)        | 109.                  |
| 133                   | Jan Hirt (CZE)           | 65.                   |
| 134                   | Tim Merlier (BEL)        | 112.                  |
| 135                   | Bert Van Lerberghe (BEL) | 86.                   |
| 136                   | Ilan Van Wilder (BEL)    | 4.                    |
| 137                   | Louis Vervaeke (BEL)     | 17.                   |

| Lotto Dstny LTD | Lotto Dstny LTD           | Lotto Dstny LTD |
| --------------- | ------------------------- | --------------- |
| #               | Cyklist                   | Placering       |
| 141             | Thomas De Gendt (BEL)     | 89.             |
| 142             | Andreas Kron (DEN)        | 70.             |
| 144             | Milan Menten (BEL)        | 90.             |
| 145             | Sylvain Moniquet (BEL)    | 11.             |
| 146             | Michael Schwarzmann (GER) | 115.            |
| 147             | Rüdiger Selig (GER)       | 120.            |
| 148             | Lennert Van Eetvelt (BEL) | 15.             |

| Arkéa-Samsic ARK | Arkéa-Samsic ARK      | Arkéa-Samsic ARK |
| ---------------- | --------------------- | ---------------- |
| #                | Cyklist               | Placering        |
| 151              | Kévin Vauquelin (FRA) | 20.              |
| 152              | Michel Ries (LUX)     | 35.              |
| 153              | Clément Russo (FRA)   | 87.              |
| 154              | Łukasz Owsian (POL)   | 58.              |
| 155              | Daniel McLay (GBR)    | DNF-7            |
| 156              | Kévin Ledanois (FRA)  | DNS-3            |
| 157              | David Dekker (NED)    | 150.             |

| Team DSM-Firmenich DSM | Team DSM-Firmenich DSM     | Team DSM-Firmenich DSM |
| ---------------------- | -------------------------- | ---------------------- |
| #                      | Cyklist                    | Placering              |
| 161                    | Tobias Lund Andresen (DEN) | 97.                    |
| 162                    | Patrick Bevin (NZL)        | DNS-2                  |
| 163                    | Sean Flynn (GBR)           | 66.                    |
| 164                    | Lorenzo Milesi (ITA)       | 56.                    |
| 165                    | Oscar Onley (GBR)          | 10.                    |
| 166                    | Max Poole (GBR)            | 38.                    |
| 167                    | Casper van Uden (NED)      | 91.                    |

| Team Jayco AlUla JAY | Team Jayco AlUla JAY           | Team Jayco AlUla JAY |
| -------------------- | ------------------------------ | -------------------- |
| #                    | Cyklist                        | Placering            |
| 171                  | Edward Dunbar (IRL)            | 7.                   |
| 172                  | Tsgabu Grmay (ETH) (tempolopp) | 44.                  |
| 173                  | Lucas Hamilton (AUS)           | 68.                  |
| 174                  | Michael Hepburn (AUS)          | 122.                 |
| 175                  | Matteo Sobrero (ITA)           | 28.                  |
| 176                  | Blake Quick (AUS)              | 135.                 |
| 177                  | Callum Scotson (AUS)           | 55.                  |

| UAE Team Emirates UAD | UAE Team Emirates UAD             | UAE Team Emirates UAD |
| --------------------- | --------------------------------- | --------------------- |
| #                     | Cyklist                           | Placering             |
| 181                   | Pascal Ackermann (GER)            | 134.                  |
| 182                   | João Almeida (POR) (tempolopp)    | 2.                    |
| 183                   | Finn Fisher-Black (NZL)           | 77.                   |
| 184                   | Davide Formolo (ITA)              | 67.                   |
| 185                   | Rafał Majka (POL)                 | 8.                    |
| 186                   | Brandon McNulty (USA) (tempolopp) | 6.                    |
| 187                   | Tim Wellens (BEL)                 | 40.                   |

| Human Powered Health HPM | Human Powered Health HPM       | Human Powered Health HPM |
| ------------------------ | ------------------------------ | ------------------------ |
| #                        | Cyklist                        | Placering                |
| 191                      | Stanisław Aniołkowski (POL)    | 116.                     |
| 192                      | Alan Banaszek (POL) (landsväg) | 141.                     |
| 193                      | Paul Double (GBR)              | 108.                     |
| 194                      | Barnabás Peák (HUN)            | 147.                     |
| 195                      | Sebastian Schönberger (AUT)    | 37.                      |
| 196                      | Sasha Weemaes (BEL)            | 149.                     |
| 197                      | Gijs Van Hoecke (BEL)          | 121.                     |

| Q36.5 Pro Cycling Team Q36 | Q36.5 Pro Cycling Team Q36 | Q36.5 Pro Cycling Team Q36 |
| -------------------------- | -------------------------- | -------------------------- |
| #                          | Cyklist                    | Placering                  |
| 201                        | Jack Bauer (NZL)           | 106.                       |
| 202                        | Mark Donovan (GBR)         | 24.                        |
| 203                        | Carl Fredrik Hagen (NOR)   | 46.                        |
| 204                        | Tobias Ludvigsson (SWE)    | 85.                        |
| 205                        | Kamil Małecki (POL)        | 124.                       |
| 206                        | Matteo Moschetti (ITA)     | 126.                       |
| 207                        | Szymon Sajnok (POL)        | 128.                       |

| Team Novo Nordisk TNN | Team Novo Nordisk TNN | Team Novo Nordisk TNN |
| --------------------- | --------------------- | --------------------- |
| #                     | Cyklist               | Placering             |
| 211                   | Matyáš Kopecký (CZE)  | 113.                  |
| 212                   | Andrea Peron (ITA)    | 123.                  |
| 213                   | Filippo Ridolfo (ITA) | 131.                  |
| 214                   | Péter Kusztor (HUN)   | 78.                   |
| 215                   | Sam Brand (GBR)       | 125.                  |
| 216                   | David Lozano (ESP)    | 75.                   |
| 217                   | Umberto Poli (ITA)    | 145.                  |

| Tudor Pro Cycling Team TUD | Tudor Pro Cycling Team TUD     | Tudor Pro Cycling Team TUD |
| -------------------------- | ------------------------------ | -------------------------- |
| #                          | Cyklist                        | Placering                  |
| 221                        | Sebastian Kolze Changizi (DEN) | 129.                       |
| 222                        | Arvid de Kleijn (NED)          | 144.                       |
| 223                        | Alexander Kamp Egested (DEN)   | 110.                       |
| 224                        | Rick Pluimers (NED)            | 81.                        |
| 225                        | Joel Suter (SUI)               | 143.                       |
| 226                        | Yannis Voisard (SUI)           | 16.                        |
| 227                        | Maikel Zijlaard (NED)          | DNF-3                      |

| Polen POL | Polen POL        | Polen POL |
| --------- | ---------------- | --------- |
| #         | Cyklist          | Placering |
| 231       | Marcin Budziński | 41.       |
| 232       | Jakub Kaczmarek  | 84.       |
| 233       | Norbert Banaszek | 140.      |
| 234       | Patryk Stosz     | 117.      |
| 235       | Piotr Brożyna    | 61.       |
| 236       | Maciej Paterski  | 88.       |
| 237       | Bartłomiej Proć  | OTL-3     |

| Ineos Grenadiers IGD | Ineos Grenadiers IGD                 | Ineos Grenadiers IGD |
| -------------------- | ------------------------------------ | -------------------- |
| #                    | Cyklist                              | Placering            |
| 1                    | Michał Kwiatkowski (POL) (tempolopp) | 3.                   |
| 2                    | Pavel Sivakov (FRA)                  | 14.                  |
| 3                    | Geraint Thomas (GBR)                 | 47.                  |
| 4                    | Thymen Arensman (NED)                | 49.                  |
| 5                    | Laurens De Plus (BEL)                | 51.                  |
| 6                    | Kim Heiduk (GER)                     | 62.                  |
| 7                    | Salvatore Puccio (ITA)               | 127.                 |

| AG2R Citroën Team ACT | AG2R Citroën Team ACT   | AG2R Citroën Team ACT |
| --------------------- | ----------------------- | --------------------- |
| #                     | Cyklist                 | Placering             |
| 11                    | Mikaël Cherel (FRA)     | 36.                   |
| 12                    | Pierre Gautherat (FRA)  | 92.                   |
| 13                    | Dorian Godon (FRA)      | 23.                   |
| 14                    | Lawrence Naesen (BEL)   | 72.                   |
| 15                    | Bastien Tronchon (FRA)  | 71.                   |
| 16                    | Andrea Vendrame (ITA)   | 22.                   |
| 17                    | Lawrence Warbasse (USA) | 29.                   |

| Alpecin-Deceuninck ADC | Alpecin-Deceuninck ADC  | Alpecin-Deceuninck ADC |
| ---------------------- | ----------------------- | ---------------------- |
| #                      | Cyklist                 | Placering              |
| 21                     | Nicola Conci (ITA)      | 21.                    |
| 22                     | Alexander Krieger (GER) | 146.                   |
| 23                     | Jakub Mareczko (ITA)    | 148.                   |
| 24                     | Senne Leysen (BEL)      | 69.                    |
| 25                     | Oscar Riesebeek (NED)   | DNS-6                  |
| 26                     | Lionel Taminiaux (BEL)  | 133.                   |
| 27                     | Jensen Plowright (AUS)  | 137.                   |

| Astana Qazaqstan Team AST | Astana Qazaqstan Team AST | Astana Qazaqstan Team AST |
| ------------------------- | ------------------------- | ------------------------- |
| #                         | Cyklist                   | Placering                 |
| 31                        | Samuele Battistella (ITA) | 9.                        |
| 32                        | Gianmarco Garofoli (ITA)  | DNS-6                     |
| 33                        | Yevgeniy Gidich (KAZ)     | 139.                      |
| 34                        | Davide Martinelli (ITA)   | 138.                      |
| 35                        | Antonio Nibali (ITA)      | 73.                       |
| 36                        | Christian Scaroni (ITA)   | 13.                       |
| 37                        | Vadim Pronskiy (KAZ)      | 57.                       |

| Bahrain Victorious TBV | Bahrain Victorious TBV            | Bahrain Victorious TBV |
| ---------------------- | --------------------------------- | ---------------------- |
| #                      | Cyklist                           | Placering              |
| 41                     | Damiano Caruso (ITA)              | 18.                    |
| 42                     | Kamil Gradek (POL)                | 111.                   |
| 43                     | Matevž Govekar (SLO)              | 98.                    |
| 44                     | Fran Miholjević (CRO) (tempolopp) | DNF-7                  |
| 45                     | Matej Mohorič (SLO)               | 1.                     |
| 46                     | Andrea Pasqualon (ITA)            | 96.                    |
| 47                     | Antonio Tiberi (ITA)              | 45.                    |

| Bora-Hansgrohe BOH | Bora-Hansgrohe BOH            | Bora-Hansgrohe BOH |
| ------------------ | ----------------------------- | ------------------ |
| #                  | Cyklist                       | Placering          |
| 51                 | Lennard Kämna (GER)           | 50.                |
| 52                 | Giovanni Aleotti (ITA)        | 32.                |
| 53                 | Shane Archbold (NZL)          | 151.               |
| 54                 | Cesare Benedetti (POL)        | 63.                |
| 55                 | Sergio Higuita (COL)          | 19.                |
| 56                 | Ryan Mullen (IRL) (tempolopp) | 118.               |
| 57                 | Sam Bennett (IRL)             | DNS-6              |

| Cofidis COF | Cofidis COF                   | Cofidis COF |
| ----------- | ----------------------------- | ----------- |
| #           | Cyklist                       | Placering   |
| 61          | Max Walscheid (GER)           | 132.        |
| 62          | Piet Allegaert (BEL)          | 52.         |
| 63          | Davide Cimolai (ITA)          | 142.        |
| 64          | Rubén Fernández Andújar (ESP) | 33.         |
| 65          | Wesley Kreder (NED)           | DNF-4       |
| 66          | Jonathan Lastra (ESP)         | 27.         |
| 67          | Harrison Wood (GBR)           | 107.        |

| EF Education-EasyPost EFE | EF Education-EasyPost EFE          | EF Education-EasyPost EFE |
| ------------------------- | ---------------------------------- | ------------------------- |
| #                         | Cyklist                            | Placering                 |
| 71                        | Stefan Bissegger (SUI) (tempolopp) | DNS-7                     |
| 72                        | Stefan de Bod (RSA) (tempolopp)    | 31.                       |
| 73                        | Julius van den Berg (NED)          | 74.                       |
| 74                        | Jens Keukeleire (BEL)              | 76.                       |
| 75                        | Mark Padun (UKR)                   | 100.                      |
| 76                        | Łukasz Wiśniowski (POL)            | 104.                      |
| 77                        | Marijn van den Berg (NED)          | 30.                       |

| Groupama-FDJ GFC | Groupama-FDJ GFC      | Groupama-FDJ GFC |
| ---------------- | --------------------- | ---------------- |
| #                | Cyklist               | Placering        |
| 81               | Lewis Askey (GBR)     | 43.              |
| 82               | Clément Davy (FRA)    | 99.              |
| 83               | Lorenzo Germani (ITA) | 60.              |
| 84               | Lenny Martinez (FRA)  | 12.              |
| 85               | Paul Penhoët (FRA)    | 95.              |
| 86               | Samuel Watson (GBR)   | DNS-6            |
| 87               | Bram Welten (NED)     | 114.             |

| Intermarché-Circus-Wanty ICW | Intermarché-Circus-Wanty ICW | Intermarché-Circus-Wanty ICW |
| ---------------------------- | ---------------------------- | ---------------------------- |
| #                            | Cyklist                      | Placering                    |
| 91                           | Dries De Pooter (BEL)        | 83.                          |
| 92                           | Rune Herregodts (BEL)        | 82.                          |
| 93                           | Julius Johansen (DEN)        | DNS-1                        |
| 94                           | Madis Mihkels (EST)          | 59.                          |
| 95                           | Hugo Page (FRA)              | 105.                         |
| 96                           | Gerben Thijssen (BEL)        | 130.                         |
| 97                           | Boy van Poppel (NED)         | 101.                         |

| Jumbo-Visma TJV | Jumbo-Visma TJV                 | Jumbo-Visma TJV |
| --------------- | ------------------------------- | --------------- |
| #               | Cyklist                         | Placering       |
| 101             | Koen Bouwman (NED)              | 53.             |
| 102             | Jos van Emden (NED) (tempolopp) | DNF-4           |
| 103             | Tobias Foss (NOR) (tempolopp)   | 42.             |
| 104             | Mick van Dijke (NED)            | DNS-6           |
| 105             | Olav Kooij (NED)                | DNS-6           |
| 106             | Sam Oomen (NED)                 | 26.             |
| 107             | Tosh Van der Sande (BEL)        | 54.             |

| Lidl-Trek LTK | Lidl-Trek LTK           | Lidl-Trek LTK |
| ------------- | ----------------------- | ------------- |
| #             | Cyklist                 | Placering     |
| 111           | Jon Aberasturi (ESP)    | DNS-3         |
| 112           | Asbjørn Hellemose (DEN) | 34.           |
| 113           | Markus Hoelgaard (NOR)  | 39.           |
| 114           | Jacopo Mosca (ITA)      | 93.           |
| 115           | Edward Theuns (BEL)     | 79.           |
| 116           | Antwan Tolhoek (NED)    | 48.           |
| 117           | Otto Vergaerde (BEL)    | 80.           |

| Movistar Team MOV | Movistar Team MOV       | Movistar Team MOV |
| ----------------- | ----------------------- | ----------------- |
| #                 | Cyklist                 | Placering         |
| 121               | Fernando Gaviria (COL)  | 136.              |
| 122               | Imanol Erviti (ESP)     | 64.               |
| 123               | Ruben Guerreiro (POR)   | 25.               |
| 124               | Max Kanter (GER)        | 94.               |
| 125               | Mathias Norsgaard (DEN) | 119.              |
| 126               | Juri Hollmann (GER)     | 103.              |
| 127               | Sergio Samitier (ESP)   | 102.              |

| Soudal Quick-Step SOQ | Soudal Quick-Step SOQ    | Soudal Quick-Step SOQ |
| --------------------- | ------------------------ | --------------------- |
| #                     | Cyklist                  | Placering             |
| 131                   | Mattia Cattaneo (ITA)    | 5.                    |
| 132                   | Josef Černý (CZE)        | 109.                  |
| 133                   | Jan Hirt (CZE)           | 65.                   |
| 134                   | Tim Merlier (BEL)        | 112.                  |
| 135                   | Bert Van Lerberghe (BEL) | 86.                   |
| 136                   | Ilan Van Wilder (BEL)    | 4.                    |
| 137                   | Louis Vervaeke (BEL)     | 17.                   |

| Lotto Dstny LTD | Lotto Dstny LTD           | Lotto Dstny LTD |
| --------------- | ------------------------- | --------------- |
| #               | Cyklist                   | Placering       |
| 141             | Thomas De Gendt (BEL)     | 89.             |
| 142             | Andreas Kron (DEN)        | 70.             |
| 144             | Milan Menten (BEL)        | 90.             |
| 145             | Sylvain Moniquet (BEL)    | 11.             |
| 146             | Michael Schwarzmann (GER) | 115.            |
| 147             | Rüdiger Selig (GER)       | 120.            |
| 148             | Lennert Van Eetvelt (BEL) | 15.             |

| Arkéa-Samsic ARK | Arkéa-Samsic ARK      | Arkéa-Samsic ARK |
| ---------------- | --------------------- | ---------------- |
| #                | Cyklist               | Placering        |
| 151              | Kévin Vauquelin (FRA) | 20.              |
| 152              | Michel Ries (LUX)     | 35.              |
| 153              | Clément Russo (FRA)   | 87.              |
| 154              | Łukasz Owsian (POL)   | 58.              |
| 155              | Daniel McLay (GBR)    | DNF-7            |
| 156              | Kévin Ledanois (FRA)  | DNS-3            |
| 157              | David Dekker (NED)    | 150.             |

| Team DSM-Firmenich DSM | Team DSM-Firmenich DSM     | Team DSM-Firmenich DSM |
| ---------------------- | -------------------------- | ---------------------- |
| #                      | Cyklist                    | Placering              |
| 161                    | Tobias Lund Andresen (DEN) | 97.                    |
| 162                    | Patrick Bevin (NZL)        | DNS-2                  |
| 163                    | Sean Flynn (GBR)           | 66.                    |
| 164                    | Lorenzo Milesi (ITA)       | 56.                    |
| 165                    | Oscar Onley (GBR)          | 10.                    |
| 166                    | Max Poole (GBR)            | 38.                    |
| 167                    | Casper van Uden (NED)      | 91.                    |

| Team Jayco AlUla JAY | Team Jayco AlUla JAY           | Team Jayco AlUla JAY |
| -------------------- | ------------------------------ | -------------------- |
| #                    | Cyklist                        | Placering            |
| 171                  | Edward Dunbar (IRL)            | 7.                   |
| 172                  | Tsgabu Grmay (ETH) (tempolopp) | 44.                  |
| 173                  | Lucas Hamilton (AUS)           | 68.                  |
| 174                  | Michael Hepburn (AUS)          | 122.                 |
| 175                  | Matteo Sobrero (ITA)           | 28.                  |
| 176                  | Blake Quick (AUS)              | 135.                 |
| 177                  | Callum Scotson (AUS)           | 55.                  |

| UAE Team Emirates UAD | UAE Team Emirates UAD             | UAE Team Emirates UAD |
| --------------------- | --------------------------------- | --------------------- |
| #                     | Cyklist                           | Placering             |
| 181                   | Pascal Ackermann (GER)            | 134.                  |
| 182                   | João Almeida (POR) (tempolopp)    | 2.                    |
| 183                   | Finn Fisher-Black (NZL)           | 77.                   |
| 184                   | Davide Formolo (ITA)              | 67.                   |
| 185                   | Rafał Majka (POL)                 | 8.                    |
| 186                   | Brandon McNulty (USA) (tempolopp) | 6.                    |
| 187                   | Tim Wellens (BEL)                 | 40.                   |

| Human Powered Health HPM | Human Powered Health HPM       | Human Powered Health HPM |
| ------------------------ | ------------------------------ | ------------------------ |
| #                        | Cyklist                        | Placering                |
| 191                      | Stanisław Aniołkowski (POL)    | 116.                     |
| 192                      | Alan Banaszek (POL) (landsväg) | 141.                     |
| 193                      | Paul Double (GBR)              | 108.                     |
| 194                      | Barnabás Peák (HUN)            | 147.                     |
| 195                      | Sebastian Schönberger (AUT)    | 37.                      |
| 196                      | Sasha Weemaes (BEL)            | 149.                     |
| 197                      | Gijs Van Hoecke (BEL)          | 121.                     |

| Q36.5 Pro Cycling Team Q36 | Q36.5 Pro Cycling Team Q36 | Q36.5 Pro Cycling Team Q36 |
| -------------------------- | -------------------------- | -------------------------- |
| #                          | Cyklist                    | Placering                  |
| 201                        | Jack Bauer (NZL)           | 106.                       |
| 202                        | Mark Donovan (GBR)         | 24.                        |
| 203                        | Carl Fredrik Hagen (NOR)   | 46.                        |
| 204                        | Tobias Ludvigsson (SWE)    | 85.                        |
| 205                        | Kamil Małecki (POL)        | 124.                       |
| 206                        | Matteo Moschetti (ITA)     | 126.                       |
| 207                        | Szymon Sajnok (POL)        | 128.                       |

| Team Novo Nordisk TNN | Team Novo Nordisk TNN | Team Novo Nordisk TNN |
| --------------------- | --------------------- | --------------------- |
| #                     | Cyklist               | Placering             |
| 211                   | Matyáš Kopecký (CZE)  | 113.                  |
| 212                   | Andrea Peron (ITA)    | 123.                  |
| 213                   | Filippo Ridolfo (ITA) | 131.                  |
| 214                   | Péter Kusztor (HUN)   | 78.                   |
| 215                   | Sam Brand (GBR)       | 125.                  |
| 216                   | David Lozano (ESP)    | 75.                   |
| 217                   | Umberto Poli (ITA)    | 145.                  |

| Tudor Pro Cycling Team TUD | Tudor Pro Cycling Team TUD     | Tudor Pro Cycling Team TUD |
| -------------------------- | ------------------------------ | -------------------------- |
| #                          | Cyklist                        | Placering                  |
| 221                        | Sebastian Kolze Changizi (DEN) | 129.                       |
| 222                        | Arvid de Kleijn (NED)          | 144.                       |
| 223                        | Alexander Kamp Egested (DEN)   | 110.                       |
| 224                        | Rick Pluimers (NED)            | 81.                        |
| 225                        | Joel Suter (SUI)               | 143.                       |
| 226                        | Yannis Voisard (SUI)           | 16.                        |
| 227                        | Maikel Zijlaard (NED)          | DNF-3                      |

| Polen POL | Polen POL        | Polen POL |
| --------- | ---------------- | --------- |
| #         | Cyklist          | Placering |
| 231       | Marcin Budziński | 41.       |
| 232       | Jakub Kaczmarek  | 84.       |
| 233       | Norbert Banaszek | 140.      |
| 234       | Patryk Stosz     | 117.      |
| 235       | Piotr Brożyna    | 61.       |
| 236       | Maciej Paterski  | 88.       |
| 237       | Bartłomiej Proć  | OTL-3     |

Förklaringar
DNF = Fullföljde inte, OTL = Utanför tidsgränsen, DNS = Startade inte, DSQ = Diskvalificerad